# Mark Hogancamp
Mark Hogancamp (Kingston, 1970) è un fotografo statunitense.

## Biografia
Nato nel 1970 a 150 chilometri da New York, si è sposato e ha divorziato, avendo problemi di alcolismo. Ha fatto svariati lavori, è stato anche cinque anni nell'esercito. Nel 2000 venne picchiato quasi a morte da cinque persone fuori dal bar in cui lavorava, perché ammise di avere la passione delle scarpe da donna. Rimase in coma per nove giorni, si svegliò con una grave perdita di memoria e molti problemi, non riusciva più a camminare, scrivere e a parlare. La riabilitazione lo aiutò e un grande aiuto gli venne dall'idea, una volta tornato a casa, di costruire il modellino di una città nel suo giardino e di fare delle foto.
Diventò famoso grazie ad una mostra fotografica.
Nel 2015 fecero un documentario sulla sua storia e nel 2018 un film dal titolo Benvenuti a Marwen.